# Гаврило и Кермифол
Свети мученици Гаврило и Кермифол су хришћански свети мученици, пострадали у Египту, у време султана Сулејмана, 1522. године. 
Били су родом из Египта и обојица су од младости били хришћани. Оклеветани су од стране египатских муслимана да су били протива џамија и ислама. Због тога су ухвапшени и принуђени да се одрекну своје хришћанске вере. Пошто су то одлучно одбили, били су погубљени. Кермифол је мачем прободен у груди, ослепљен и каменом пресечен на двоје а Гаврило је прободен мачем и затим му је одсечена глава. Њихово страдање је описано опширније у делу "Неон Еклогион". Сачувана је и Служба у Патријаршијској библиотеци у Александрији (рукопис бр. 379).
Један Коптски хришћанин је сачувао Гаврилову кочију и предао је александријском патријарху Јоакиму (1487-1567), који ју је поставио у цркву Светог Николаја. 
Православна црква прославља свете мученике Гаврила и Кермифола 18.(31.) октобра.